# 清平湖畔站
清平湖畔站（：／ Cheongpyeong-hoban yeok */?）是位于韩国京畿道加平郡的一個已停用的铁路車站，屬於京春线。

## 历史
- 1966年7月23日：开始使用。
- 1969年8月17日：停止使用。